# Franz Mayer (Kunstsammler)
Franz Mayer, auch Franz Mayer-Traumann (* 22. September 1882, nach anderen Angaben 3. oder 16. September 1882 in Mannheim; † 1975 in Mexiko), war ein mexikanischer Geschäftsmann und Kunstsammler deutscher Abstammung. Auf ihn geht das Museo Franz Mayer in Mexiko-Stadt zurück.

## Leben
Mayer wuchs als Sohn jüdischer Eltern in den Mannheimer Quadraten auf und besuchte 1891–1897 das Karl-Friedrich-Gymnasium Mannheim. Er absolvierte anschließend einen einjährigen, freiwilligen Militärdienst. Vermutlich wurde er Unteroffizier des badischen Grenadierregiments Kaiser Wilhelm Nr. 110.
1901 verließ Mayer sein Elternhaus und zog nach London, weil er sich gegenüber seinem weitaus attraktiveren, gewandten Bruder zurückgesetzt fühlte. In England war er in Finanzgeschäften tätig. 1903 siedelte er nach New York über, wo er für das Investmentbankhaus Merrill Lynch gearbeitet haben soll, ehe er sich 1905 in Mexiko-Stadt als selbständiger Geschäftsmann niederließ. Während der mexikanischen Revolution unterbrach er 1910 seine Tätigkeit für zwei Jahre und verbrachte diese Zeit erneut in den USA. Nach der Rückkehr nach Mexiko heiratete er im Alter von 38 Jahren Antonieta de la Macorra, die jedoch zwei Jahre später verstarb. 1933 nahm er die mexikanische Staatsangehörigkeit an. Sein beruflich erworbener Reichtum bildete die Grundlage für seine Kunstsammlung, die heute den Kern des nach ihm benannten Museums bildet.
Mayer betätigte sich in seiner Freizeit als Bergsteiger und Züchter exotischer Pflanzen. Von zahlreichen Reisen durch Lateinamerika sowie einer ausgedehnten Fahrt in den Vorderen Orient und nach Ägypten brachte er darüber hinaus zahlreiche eigene Fotografien mit, die er in seiner Dunkelkammer entwickelte. Seine Alltags- und Naturimpressionen Mexikos aus dem frühen 20. Jahrhundert sind als Bildband erschienen.
Im Lauf seines Lebens trug er über 9.000 Kunstgegenstände zusammen, die 30 Zimmer seines Hauses im vornehmen Wohnviertel Lomas de Chapultepec in Mexiko-Stadt füllten. Die Sammlung ist im Museo Franz Mayer der Öffentlichkeit zugänglich. Es zeigt eine der größten Sammlungen dekorativer Kunst in Mexikos, mit einem Schwerpunkt auf mexikanischer Gebrauchskunst des 16.–18. Jahrhunderts, vor allem Möbel, Textilien, Silber und Keramik.